# Skadovsk
Skadovsk (en ukrainien : Скадовськ ; en russe : Скадовск) est une ville de l'oblast de Kherson, dans le sud de l'Ukraine, et le centre administratif du raïon de Skadovsk. Sa population s'élevait à 18 516 habitants en 2013.

## Géographie
Skadovsk est située sur le littoral de la baie de Dzharylhach, dans le nord du golfe de Karkinit, une baie de la mer Noire, à 62 km au sud de Kherson et est entouré du Parc national de Djarylhatch.

## Histoire
Le territoire de la ville actuelle est déjà habité à l'âge du bronze, comme en témoignent les traces archéologiques des Kourganes. Les fouilles archéologiques ont également révélé des habitats scythes et sarmates. Au Moyen Âge, le territoire appartient longtemps au khanat de Crimée, soumis à l'Empire ottoman. À cette époque, il y a près de la ville actuelle une colonie de pêcheurs tatars, nommée Ali-Ahok (en ukrainien : Алі-Агок).
La localité moderne est fondée en 1893 par Serguï Skadovskyï, un noble libéral d'origine allemande, propriétaire du lieu. La ville reçoit son nom actuel en 1895. Son développement reposait principalement, à cette époque, sur le port, point de départ des exportations de céréales vers l'Europe occidentale. En 1899, la ville compte déjà 2 000 habitants. Le tourisme de cure commence également à se développer. Dans la première moitié du XXe siècle, la population diminue en raison de la guerre civile russe puis de la Seconde Guerre mondiale. À l'époque soviétique, des établissements de cure sont construits.
Les armoiries modernes de Skadovsk furent adoptées en 1994, soit cent ans après sa fondation. Le cercle central est divisé en quatre parties qui représentent les activités de la ville : le port, symbolisé par une ancre, un épi de blé et un canal d'irrigation pour l'agriculture, un parasol et des vagues pour la station balnéaire. La date de fondation de Skadovsk est rappelée sous le cercle.
Le 9 mars 2022, les forces armées russes pénètrent dans la ville de Skadovsk, non sans manifestations de la part des habitants de la ville,.

## Population
Recensements (*) ou estimations de la population :
| 1923* | 1926* | 1959* | 1970*  | 1979*  |
| ----- | ----- | ----- | ------ | ------ |
| 3 115 | 3 903 | 8 807 | 14 208 | 16 946 |

| 1989*  | 2001*  | 2011   | 2012   | 2013   |
| ------ | ------ | ------ | ------ | ------ |
| 21 147 | 19 641 | 19 073 | 19 069 | 18 516 |

## Économie
L'économie repose sur le tourisme estival, l'activité portuaire et l'industrie agroalimentaire. L'usine Tchoumak (en ukrainien : Чумак) ouverte en 2001 sur le site d'une ancienne conserverie, est le premier employeur de la ville et le principal utilisateur de tomates d'Ukraine, qu'elle transforme en jus et concentré.
En été Skadovsk est une ville très animée grâce à ses deux plages sur la mer Noire, qui attirent de nombreux vacanciers.
Le port de Skadovsk est le 18e port d'Ukraine avec un trafic de 300 000 tonnes en 2005. Il existe des liaisons régulières par bateau entre Skadovsk et Batoumi (Géorgie), Thessalonique (Grèce) et Samsun (Turquie).
La gare ferroviaire la plus proche se trouve à 52 km, à Kalantchak.

## Voir aussi

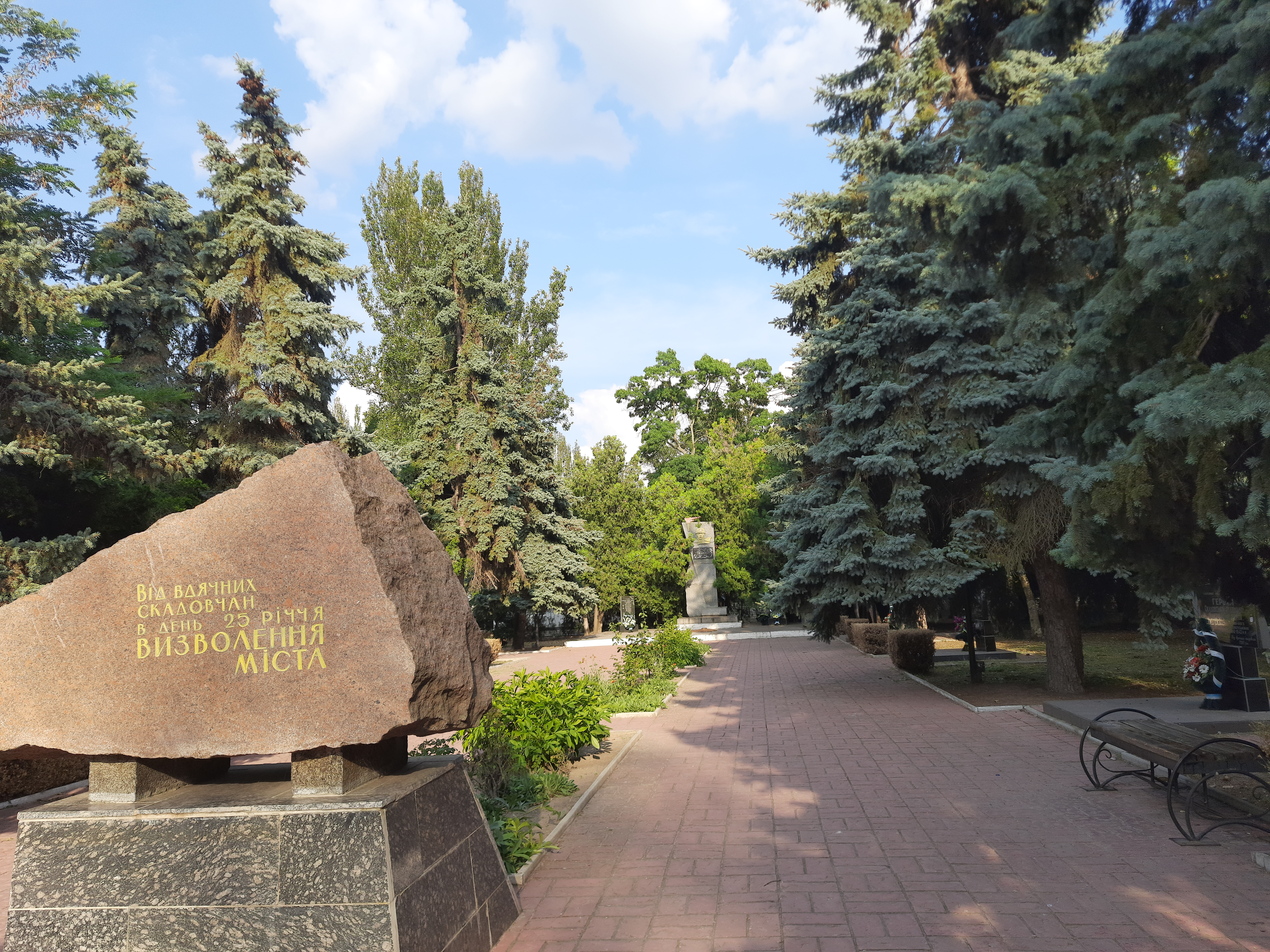
Mémorial de la libération (1944) classé
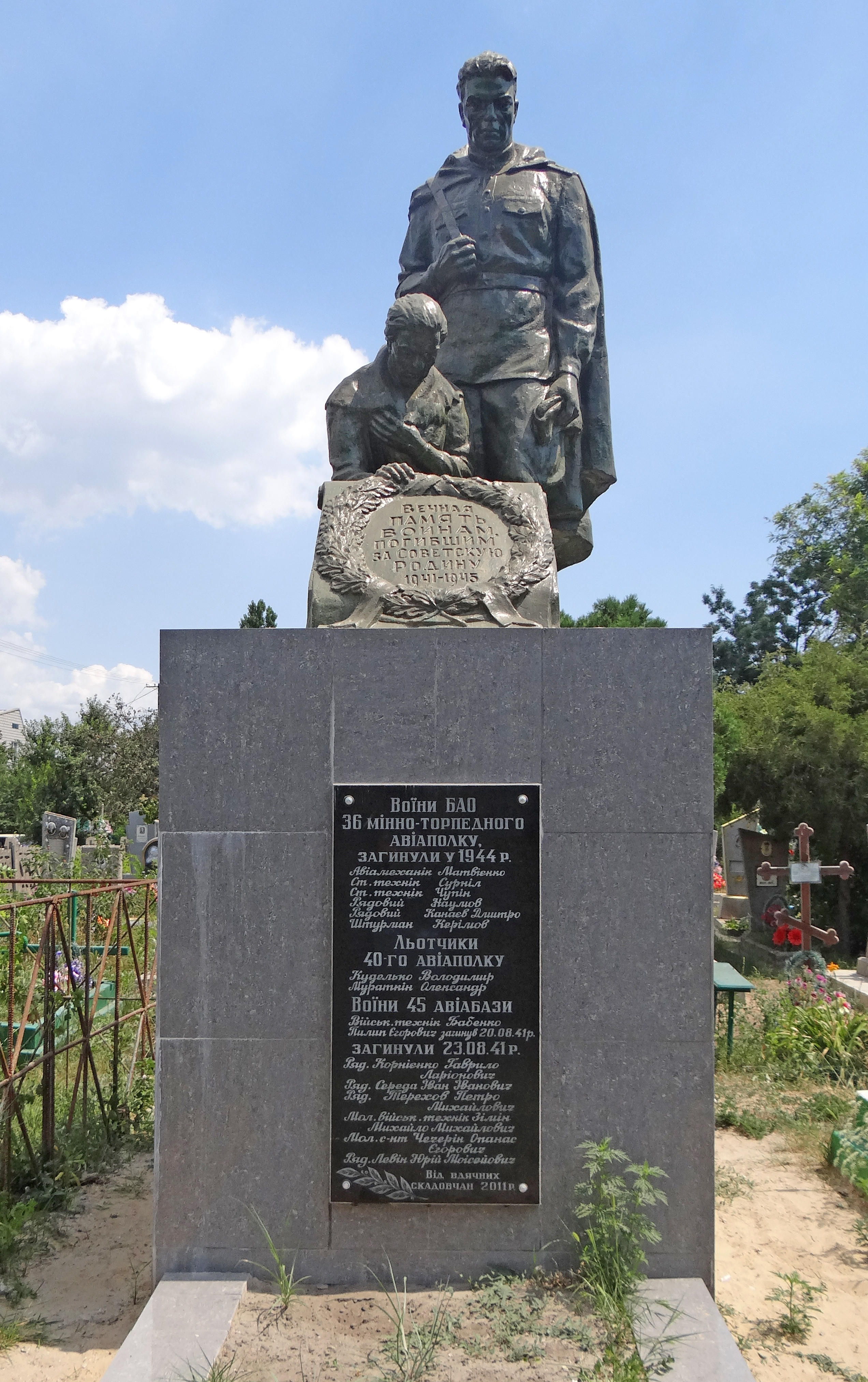
nécropole classé
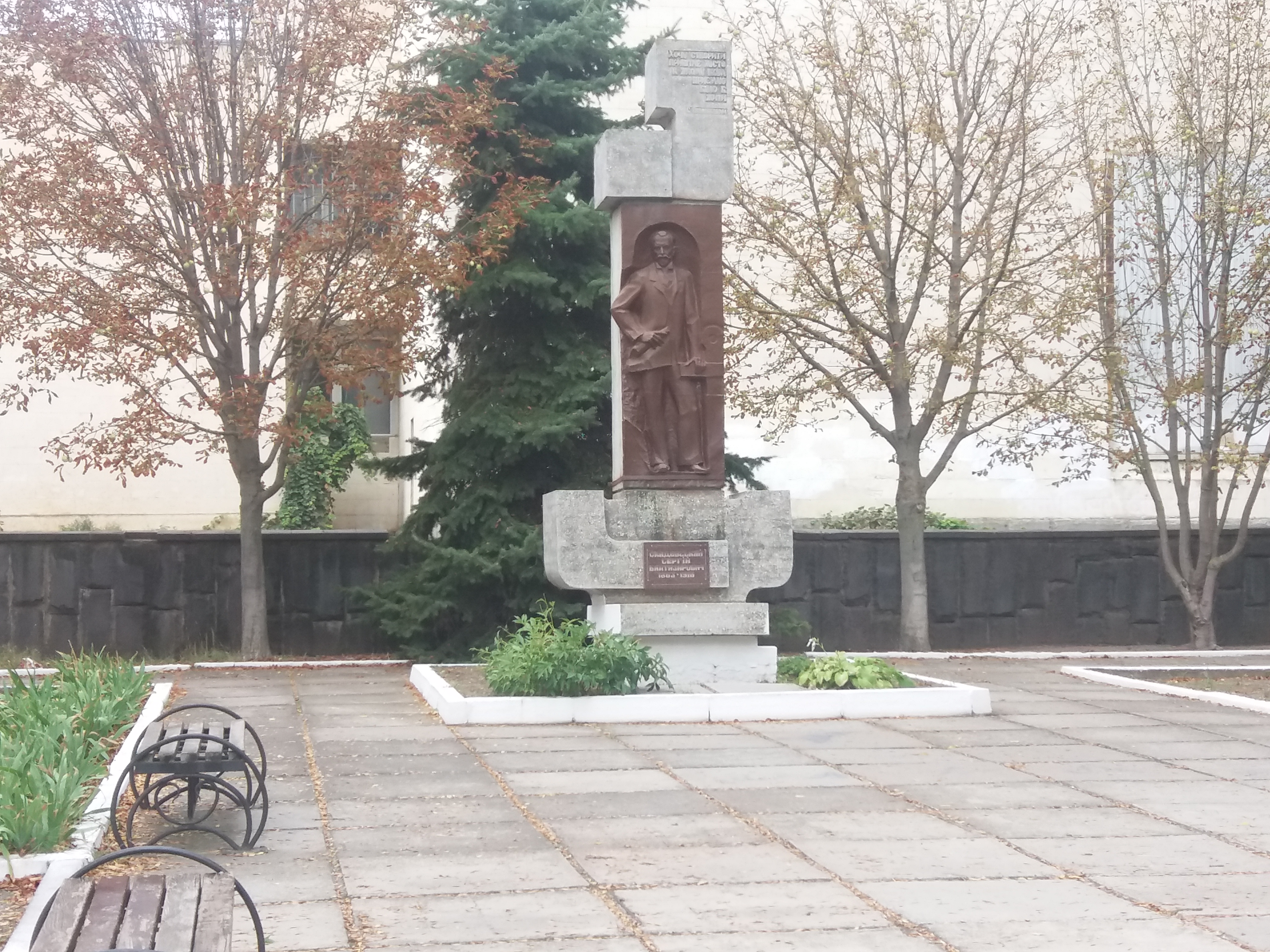
monument à Serguey Skadovsky classé.